# Оскар Вернер
Оскар Вернер (Беч, 13. новембар 1922 — Марбург, 23. октобар 1984) био је аустријски глумац.